# Манвайлер-Кёльн
Манвайлер-Кёльн (нем. Mannweiler-Cölln) — община в Германии, в земле Рейнланд-Пфальц. 
Входит в состав района Доннерсберг. Подчиняется управлению Альзенц-Обермошель.  Население составляет 418 человек (на 31 декабря 2010 года). Занимает площадь 4,90 км².